# Apionichthys seripierriae
Apionichthys seripierriae är en fiskart som beskrevs av Ramos 2003. Apionichthys seripierriae ingår i släktet Apionichthys och familjen Achiridae. Inga underarter finns listade i Catalogue of Life.